# 李科克

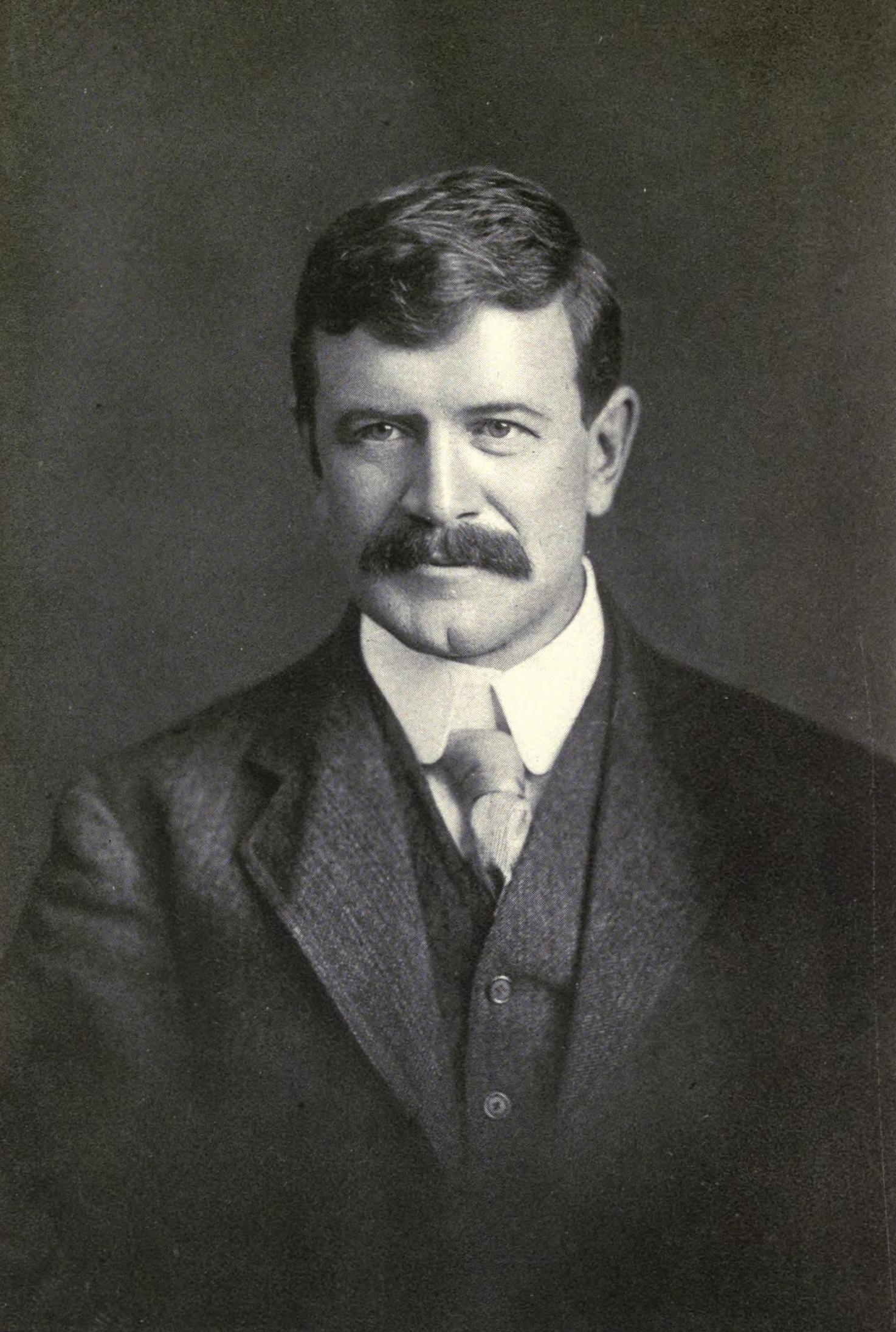
李科克

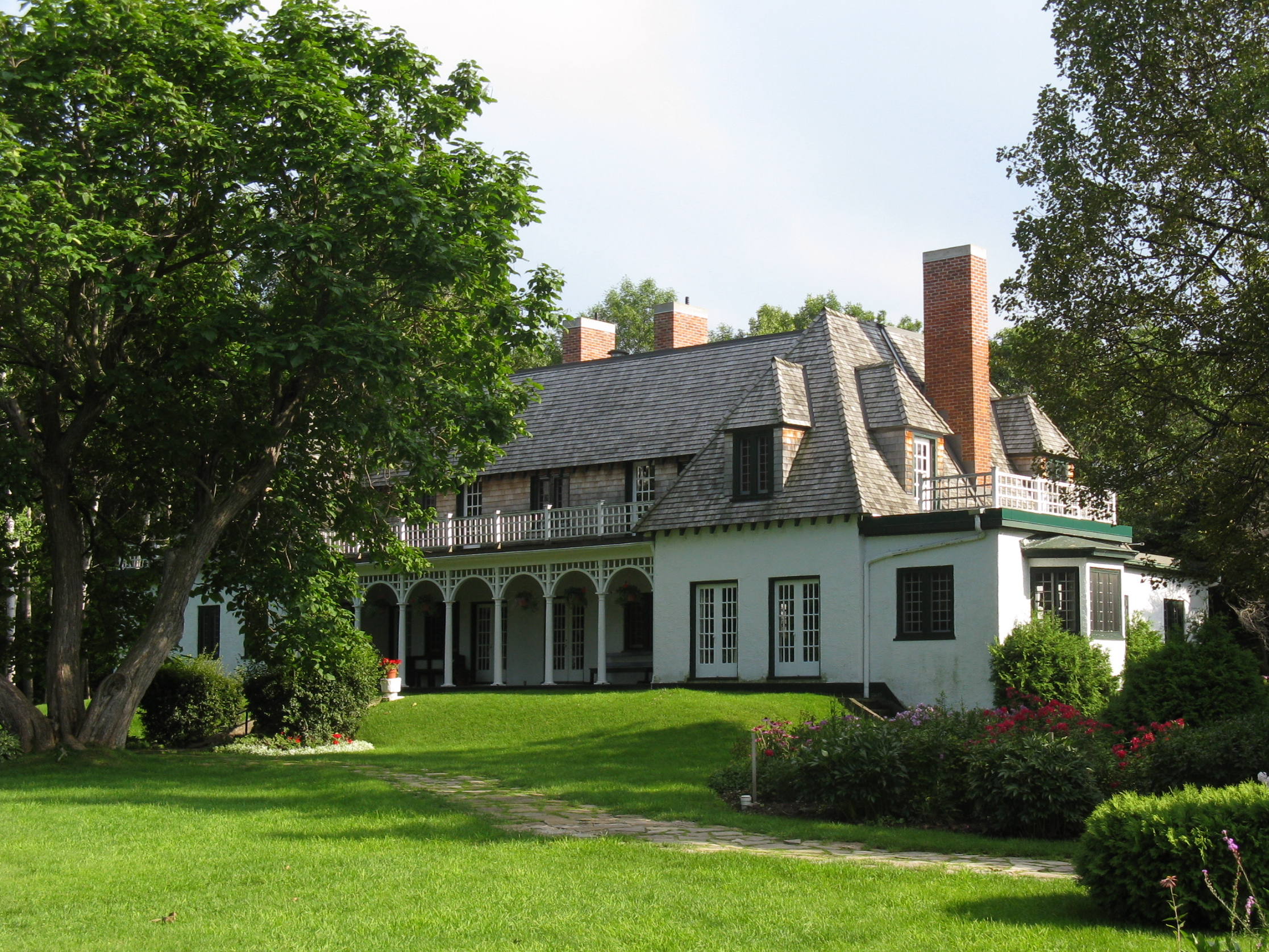
李科克在安大略省奧里利亞的房子

李科克，FRSC，全名斯蒂芬·利科克，又译斯蒂芬·里柯克（英語：Stephen Leacock，1869年12月30日—1944年3月28日），加拿大幽默作家、麦吉尔大学政治经济系主任，經濟學家。

## 生平
李科克生於英格蘭漢普郡斯旺莫爾（Swanmore），六歲舉家移民至加拿大安大略省南部錫姆科湖湖邊埃及村（Egypt）附近。1903年获美国芝加哥大学哲学博士学位，后在加拿大最高学府麦吉尔大学教授政治经济学，直到1936年退休。从事教学工作期间，不间断地进行业余文学创作。善于运用文学的各种形式，以笑的语言表达人生哲学和个人感受。先后出版二十多部作品，包括小说、特写、回忆录、剧本和传记等，最成功的是讽刺幽默小品。他的書在加拿大以至美國都很暢銷。1915至1925年間，他是英語世界最受歡迎的幽默作家。代表作有讽刺美国选举长篇小说《阔佬冒险记》（《游手好闲的阔佬漫游理想国》）、讽刺英国议会的短篇小说《我所见到的英国》，以及暴露德国上层腐朽生活的《美洲的哥根梵勒尼》等，还写过一些文学理论著作。他患上食道癌去世，葬於加拿大安大略省喬治亞娜（Georgina）。

## 部分中译本
- 《小镇艳阳录》 黄仲文、丁振祺译，江苏人民出版社（1982）
- 《里柯克随笔集》萧乾、文洁若译，海天出版社（1995，ISBN 9787805426914），收文30篇。
- 《李柯克幽默作品选》莫雅平译，漓江出版社（1998，ISBN 9787540721923)。
- 《里柯克幽默小品选》萧乾、文洁若译，百花文艺出版社（2001，ISBN 7-5306-2742-2），本书与海天出版社1995年版基本相同，只是新增5篇小说。[8]

## 著作
- 《Elements of Political Science》（1906）
- 《Baldwin, Lafontaine, Hincks: Responsible Government》（1907）
- 《Practical Political Economy》（1910）
- 《Literary Lapses》（1910）
  - 包括《The New Food》
- 《Nonsense Novels》（1911）
- 《Sunshine Sketches of a Little Town》(《小镇艳阳录》)（1912）
- 《Behind the Beyond》（《前前后后》）（1913）
- 《Adventurers of the Far North》（1914）
- 《The Dawn of Canadian History》（1914）
- 《The Mariner of St. Malo》（1914）
- 《Arcadian Adventures with the Idle Rich/Arcadian Adventures with the Idle Rich》（1914）
- 《Moonbeams from the Larger Lunacy》（《来自大愚的月光》（1915）
- 《Essays and Literary Studies》（1916）
- 《Further Foolishness》（《蠢话续集》）（1916）
- 《Frenzied Fiction》（《狂乱的小说》）（1918）
- 《The Hohenzollerns in America》（1919）
- 《Winsome Winnie》（1920）
- 《The Unsolved Riddle of Social Injustice》（1920）
- 《My Discovery of England》（1922）
- 《College Days》（1923）
- 《Over the Footlights》（《脚灯之上》）（1923）
- 《The Garden of Folly》（1924）
- 《Mackenzie, Baldwin, Lafontaine, Hincks》（1926）
- 《Winnowed Wisdom》（1926）
- 《Short Circuits》（《短路》）（1928）
- 《The Iron Man and the Tin Woman》（1929）
- 《Economic Prosperity in the British Empire》（1930）
- 《The Economic Prosperity of the British Empire》（1931）
- 《The Dry Pickwick》（1932）
- 《Afternoons in Utopia》（1932）
- 《Mark Twain》（1932）
- 《Charles Dickens: His Life and Work》（1933）
- 《Humour: Its Theory and Technique, with Examples and Samples》（1935）
- 《Hellements of Hickonomics in Hiccoughs of Verse Done in Our Social Planning Mill》（1936）
- 《Funny Pieces》（1936）
- 《The Greatest Pages of American Humor》（1936）
- 《Here Are My Lectures》（1937）
- 《Humour and Humanity》（1937）
- 《My Discovery of the West》（1937）
- 《Model Memoirs》（1938）
- 《Too Much College》（1939）
- 《The British Empire》（1940）
- 《Canada: The Foundations of Its Future》（1941）
- 《My Remarkable Uncle》（《我的一位了不起的叔父》）（1942）
- 《Our Heritage of Liberty》（1942）
- 《Montreal: Seaport and City》（1942）
- 《Happy Stories》（1943）
- 《How to Write》（1943）
- 《Canada and the Sea》（1944）
- 《While There Is Time》（1945）
- 《Last Leaves》（1945）
- 《The Boy I Left Behind Me》（1946）
- 《Wet Wit and Dry Humor》
- 《Laugh with Leacock》
- 《Back to Prosperity》
- 《The Greatest Pages of Charles Dickens》
- 《Essays and Literary Studies》

## 延伸閱讀
- Legate, David M. Stephen Leacock: A Biography. 1970. Doubleday, Toronto.
- Moritz, Albert & Theresa. Leacock: A Biography. 1985. Stoddart Publishing, Toronto.
- Ferris, Ina. 1978. "The Face in the Window: Sunshine Sketches Reconsidered," Studies in Canadian Literature University of New Brunswick, Fredericton.  （页面存档备份，存于）

## 外部連結
- 加拿大國家圖書館
  - Stephen Leacock, A Biographical Sketch
  - Brief Chronology of Leacock's Life
  - Chronology of Leacock's writings
  - Commentary on Sunshine Sketches